# Orihuela-Miguel Hernández
Orihuela-Miguel Hernández (hiszp: Estación de Orihuela-Miguel Hernández) – stacja kolejowa w miejscowości Orihuela, w prowincji Alicante, we wspólnocie autonomicznej Walencja, w Hiszpanii. Jest obsługiwana przez pociągi linii C-1 Cercanías Murcia/Alicante przewoźnika Renfe. Ponadto, ze względu na jej charakter, skupia także usługi intermodalne autobusów miejskich i międzymiastowych w mieście.

## Położenie stacji
Znajduje się na linii Alicante – El Reguerón w km 52,5, na wysokość 24 m n.p.m.

## Historia
Stacja została otwarta 11 maja 1884 wraz z uruchomieniem linii Alicante-Alquerías. Prace były prowadzone przez Compañía de los Ferrocarriles Andaluces, które w ten sposób rozwijało swoją sieć poza swoim głównym obszarem działalności. W 1941 roku w wyniku nacjonalizacji sieci kolejowej w Hiszpanii stała się częścią RENFE.
W 1998 roku rozpoczęto budowę nowego, nowoczesnego dworca kolejowego, który został oddany do eksploatacji między 1999–2000.
W 2010 roku, z okazji setnej rocznicy urodzin poety Miguela Hernandeza, Ministerstwo Rozwoju postanowiło dodać jego nazwisko do nazwy stacji i przemianowania jej na Orihuela-Miguel Hernández.

## Linie kolejowe
- Alicante – El Reguerón